# شبكات باراماونت الإعلامية
شبكات باراماونت الإعلامية (بالإنجليزية: Paramount Media Networks)‏ (المعروفة سابقًا باسم شبكات إم تي في، شبكات فاياكوم الإعلامية، وشبكات فاياكوم سي بي إس الإعلامية المحلية) هي قسم وسائل الإعلام الخاص بالولايات المتحدة من فاياكوم سي بي إس، القسم يشرف على العديد من القنوات التلفزيونية وعلامات الإنترنت التجارية الخاصة بالشركة. القسم الدولي الشقيق لها هو شبكات باراماونت الدولية.

## قائمة القنوات

### قنوات الحالية

#### قسم الترفيه والشباب
- سي إم تي
  - سي إم تي
  - سي إم تي ميوزك
- إم تي في
  - إم تي في
  - إم تي في 2
  - إم تي في كلاسيك
  - إم تي في تريس
  - إم تي في يو
- قنوات آخرى
  - كوميدي سنترال
  - لوغو
  - شبكة باراماونت
  - بوب تي في
  - سميثسونيان تشانيل
  - تي في لاند
  - في إتش 1

#### قسم المحتوى المتميز
- بي إي تي
  - بي إي تي
  - بي إي تي غوسبيل
  - بي إي تي هير
  - بي إي تي هيب هوب
  - بي إي تي جامز
  - بي إي تي سول
  - بي إي تي + (خدمة بث)
- شبكات شوتايم
  - شوتايم
  - شوتايم 2
  - شوكيْس
  - شوبيوند
  - شوإكستريم
  - شوفاميلي زون
  - شونكست
  - شوومين
    - ذا موفي تشانيل
      - ذا موفي تشانيل إكسترا

    - فليكس

#### قسم الأطفال والعائلة
- نيكلوديون
  - نيكلوديون
    - نيك أت نايت

  - نيكجونيور
    - نوغين

  - نِك ميوزك
  - نيكتونز
  - تين نِك
    - نِك ريوايند